# Royal Military College, Duntroon
Royal Military College, Duntroon (RMC-D, Królewskie Kolegium Wojskowe w Duntroon) – australijska wojskowa uczelnia wyższa w Canberze, stanowiąca szkołę oficerską Australian Army, komponentu lądowego australijskich sił zbrojnych. Powstała w 1911 roku, dziesięć lat po inauguracji Związku Australijskiego.  

## Siedziba
Kolegium zlokalizowane jest na terenie Duntroon, dawnej posiadłości rodziny Campbellów, która w 1910 została wydzierżawiona, a w 1912 zakupiona przez władze federalne na potrzeby szkolnictwa wojskowego. W tej samej części Canberry mieszczą się także inne instytucje wojskowe, m.in. centrala Departamentu Obrony, a także szkoła podoficerska Australian Defence Force Academy. Choć formalnie kampus uczelni posiada status bazy wojskowej, osoby cywilne mają prawo swobodnego wstępu na jego teren. Wynika to głównie ze zlokalizowania tam kilku obiektów użyteczności publicznej, m.in. biblioteki, pola golfowego, szpitala i obiektów handlowych, a także wojskowego osiedla mieszkaniowego. 

## Rekrutacja i studia
Uczelnia przyjmuje na studia kandydatów zarówno z grona osób cywilnych, jak i spośród żołnierzy służby czynnej, dla których ukończenie uczelni jest niezbędnym warunkiem awansu na stopień oficerski. Wszyscy kandydaci muszą spełniać wymogi wiedzy, sprawności fizycznej i warunków psychologicznych stawiane australijskim oficerom, niezależnie od ich wcześniejszej kariery zawodowej. Studia prowadzone są wyłącznie w trybie wojskowym, nie ma tu osób o statusie słuchaczy cywilnych, zaś ich ukończenie niemal automatycznie wiąże się z uzyskaniem stopnia podporucznika i rozpoczęciem zawodowej służby wojskowej (dla osób, które nie pełniły jej wcześniej). Pełny kurs trwa 18 miesięcy, przy czym kadeci będący wcześniej podoficerami korzystają ze zwolnienia z pierwszego półrocza nauki. 
W Kolegium może jednocześnie studiować 425 kadetów, podzielonych na pięć stałych kompanii. Kompanie czerpią swoje nazwy od znanych bitew z udziałem australijskiego oręża. Są to:
- kompania Alamein (na cześć I i II bitwy pod El Alamein w trakcie II wojny światowej)
- kompania Gallipoli (na cześć bitwy o Gallipoli w trakcie I wojny światowej)
- kompania Kapyong (na cześć bitwy pod Kapyong podczas wojny koreańskiej)
- kompania Kokoda (na cześć bitwy pod Kokodą w czasie II wojny światowej)
- kompania Long Tan (na cześć bitwy pod Long Tan w trakcie wojny wietnamskiej)